# Fistball ai Giochi mondiali
| Fistball ai Giochi mondiali | Fistball ai Giochi mondiali |
| Specialità                  | Specialità                  |
| --------------------------- | --------------------------- |
| Fistball                    |                             |
| Edizione                    | Titoli                      |
| 1985                        | 1                           |
| 1989                        | 1                           |
| 1993                        | 1                           |
| 1997                        | 1                           |
| 2001                        | 1                           |
| 2005                        | 1                           |
| 2009                        | 1                           |

Il fistball è stato introdotto ai Giochi mondiali a partire da Londra 1985 ed è stato riconfermato come sport ufficiale per le edizioni successive. 
Si disputano competizioni solo maschili.

## Titoli
| Edizione       | Oro            | Argento  | Bronzo   |
| -------------- | -------------- | -------- | -------- |
| Londra 1985    | Germania Ovest | Austria  | Svizzera |
| Karlsruhe 1989 | Germania Ovest | Brasile  | Austria  |
| L'Aia 1993     | Germania       | Svizzera | Austria  |
| Lahti 1997     | Germania       | Austria  | Brasile  |
| Akita 2001     | Austria        | Brasile  | Germania |
| Duisburg 2005  | Austria        | Brasile  | Germania |
| Kaohsiung 2009 | Brasile        | Svizzera | Austria  |